# Пастеризатор
Пастеризатор — аппарат, служащий для пастеризации/термической обработки молока, сливок, сока и прочих продуктов питания.
Процесс пастеризации представляет собой доведение температуры продукта до определенного технологическими требованиями значения и выдержке его при этой температуре некоторое время, а также последующее охлаждение продукта до температуры хранения.
По виду рабочего цикла пастеризаторы можно разделить на периодические (дискретные) и непрерывного действия. Пастеризаторы дискретного действия ввиду больших эксплуатационных затрат редко применяются в промышленности, например, автоклавы в консервной промышленности. Пастеризаторы непрерывного действия широко применяются в молочной, соковой, пивоваренной промышленности. Пастеризаторы дискретного действия в настоящий момент широко используются при производстве кетчупов.
По типу обрабатываемого сырья пастеризаторы можно разделить на пастеризаторы жидкостей, паст и пастеризаторы заключенной в тару продукции.
По типу условий пастеризации — на асептические (стерильные) и неасептические (нестерильные).
Асептические пастеризаторы можно разделить на пастеризаторы с непосредственным нагревом продукта (обычно стерильным паром), и с нагревом продукта с помощью теплообменного агрегата («горячий контур»). В пастеризаторах с непосредственным нагревом продукта охлаждение продукта производится в вакуумных камерах (деаэраторах), в пастеризаторах с нагревом продукта с помощью теплообменного агрегата — в секции регенерации теплообменника (не всегда, встречаются конструкции в которых охлаждение производится оборотной/ледяной водой).
Часто пастеризатор, как технологическая установка, используется для изменения каких либо свойств продукта. Наряду с пастеризатором может быть использованы гомогенизатор, деаэратор, сепаратор (сепаратор используется как нормализатор жирности (применительно к молоку)), бактофуга и некоторое другое оборудование.

## Режимы пастеризации
Под режимами пастеризации всегда понимается соотношение времени выдержки при температуре пастеризации и собственно температура пастеризации. Применительно к молочной промышленности: Асептическая пастеризация — 4 секунды 137 градусов Цельсия. Неасептическая пастеризация отличается большим разнообразием параметров, например сырье для производства йогурта обычно пастеризуют при следующих параметрах: выдержка 300 секунд, температура 90-97 градусов Цельсия. Если сырье предварительно подвергалось бактофугированию, то можно использовать значительно более мягкие режимы, например выдержка 120 секунд и температура 67 градусов Цельсия. Для соков применяются другие режимы — например яблочный сок пастеризуется при 92 градусах Цельсия в течение 30 секунд (продукт высокой кислотности), томатный — 115… 122 градуса Цельсия в течение 30 секунд.